# 高一志
高一志（1566年—1640年），又名王丰肃，字则圣，意大利语原名為艾方索·瓦格諾尼（義大利語：Alfonso Vagnoni），是一名耶稣会意大利来华传教士。初到中国时取名王丰肃，字一元，又字泰稳。丰肃是其圣名的简译，“王”大约是他本名的音译。1605年来华，于1616年南京教案时被逐出境，后于1624年底返回中国，至山西传教，因识之众，于是改名高一志。1640年4月9日卒于山西绛州。

## 生平
- 高一志神父于1566年出生于意大利都灵附近的特洛伐雷洛城贵族家庭，自幼即受到了良好的教育，1584年10月24日入耶稣会初学院，接受了系统而严谨的信仰与人文陶成。入初学后，曾在米兰教授人文学及修辞学五年，哲学三年。1603年起航东渡，1605年月初至南京。1606年8月15日发愿。他在南京专心学习中国语言文字，研究古籍经典文献，著述立说，受到中国学者的高度评价。后因他传教有方，信教者甚众，1609年任南京会长 [2]
- 1611年5月13日，他在南京举行了第一座奉献圣堂庆典，墙上题写中文大字：“至尊天主在中华帝国南京之第一座圣堂”。南京教会与上海杭州两地教会成犄角之势，又与北京教会遥相呼应，无疑是当时中华全国教务最为发达的地区之一。至1616年南京又有三位知名的士大夫皈依了天主教，这一切都与王丰肃神父积极贯彻利玛窦的学术传教的上层路线是分不开的。[3]
- 1615年明神宗任命沈榷为南京礼部侍郎，沈榷素不喜欢天主教，且怀有私怨，经他周密策划后，遂密奏朝廷诬陷教会。虽然徐光启、李之藻、杨廷筠、孙元化等人上疏辩护，而朝廷谕令终于1616年8月20日下达，敕令逮捕传教士以驱逐出境，是為南京教案。高一志与谢务禄二位神父备受凌辱和拷打，后于1617年，被囚禁木笼，押送至澳门。在澳门期间，他写了许多中文著作，为后来的传教作了积极的准备。
- 1624年返回中国大陆，鉴于他在国内的影响力，遂改名为高一志，并于1624年12月底抵达山西绛州。高神父在山西绛州传教成绩斐然。首先他得到段衮与韩云两大家族的鼎力相助，在绛州城首建教堂一座，圣教在绛州一带迅速传播。其后，他又到蒲州（即今之永济市）传教，得到內閣韩獷的大力支持。高神父学问渊博，深通中国经史典籍。每至一城，就邀请该城有名望的上流社会的知识分子，与他们在一起谈经论道，畅谈人生信仰。凡听他谈论的人无不由衷地心折口服。由是，教会在绛州一带迅速传开，并奠定下坚实的基础。
- 1634年，山西发生大饥荒，饿死的人数以千计。高一志神父不忘以救贫济困、救死扶伤为已责，四处奔波，尽力救助难民，为病重垂危的人及时付洗，以拯救人灵。仅1634年高神父为绛州和蒲州两地授洗一千五百三十人。高一志神父在山西传教十五年，授洗8000余人，内有功名中人二三百人，建教堂五十余座。据玛格赖斯记载：“高一志神父至1640年已建立102座教友聚会中心。”[4]
- 1639年末，正在平阳府（今之临汾）传教的高一志神父由于积劳成疾突然病倒，于1640年4月9日在绛州离世，享年74岁。段衮与韩霖兄弟为他购置棺木，段衮兄弟在自己家乡段家莊献地五亩，作为高神父的墓地。1640年4月16日，由金尼阁神父主礼，有2000多名教友参加了高神父的葬礼，其中有功名的士绅阶层的官员有二三百人。高一志神父被葬于绛州城西五华里的段家莊的高崖坟。[5] 在明末清初的传教士中深受教友及教外人爱戴的，除利玛窦之外，或首推高一志神父[6]。

## 與澳門的關係
南京教案發生後，被驅逐至澳門的王豐肅(時名)在耶穌會與澳門議事會關於青洲產權的爭論中，撰有《論耶穌會對青洲所擁有的權利》一文，企圖闡明耶穌會進入青洲興建房舍的法理依據。

## 著作
1. 《教要解略》二卷， 1626年初刻于绛州：1914年土山湾重印（1917年书目242号。）
2. 《圣母行实》三卷， 1631年刻于绛州，1798年刻于北京，土山湾有重刻本。（1917年书目第36      号）初刻本有罗雅谷序。
3. 《天主圣教圣人行实》七卷， 1629年初刻于绛州（其中第一卷宗徒列传，1888年土山湾重印，编     为《道原精粹》第七卷）
4. 《四末论》四卷，四末即死亡、审判、天堂、地狱。
5. 《则圣十篇》，一卷，1626年后刻于福州，卷首有孙元化序。
6. 《十慰》，一卷，刻于绛州。
7. 《励学古言》一卷。
8. 《西学修身》（又名《修身西学》）五卷，分十册，卫斗枢、段衮、韩霖同校。1630年后刻于山西，1923年第四次刻本。（1917年书目，附目第801号）
9. 《西学治平》四卷，共十一章。今在北京国家图书馆旧馆）。
10. 《西学齐家》五卷，杨天精、卫斗枢、段衮、韩霖校。卷一共二十页，卷二共三十一页，1624年刻。
11. 《童幼教育》二卷，1620年刻本，由段衮、韩霖校阅、韩霖作序。
12. 《寰宇始末》二卷，由阳玛诺、傅汎济、罗雅谷三神父准印。
13. 《斐录汇答》二卷，“斐录”为西文哲学之音译。巴黎国民图书馆藏中国书籍新藏第3280号（Courant.书目，第3394号）
14. 《譬学警语》二卷，约刻于天启四年以后，崇祯十三年以前。
15. 《神鬼正纪》四卷。约在1633年刻于绛州，段衮、韩霖同校。
16. 《空际格致》二卷，韩云订，收录于四库全书子部、杂家类，藏于中国国家图书馆善本库。
17. 《达道纪言》一卷，崇祯九年（1639）韩云为序。巴黎国民图书馆，中国书籍新藏第3134号。北京大学古籍阅览室，也藏有台湾辅仁大学整理的《明清耶稣会士文献》。
18. 《推验正道论》一卷，序题王一元、泰稳。徐光启校稿。